# Collegiata (San Gimignano)

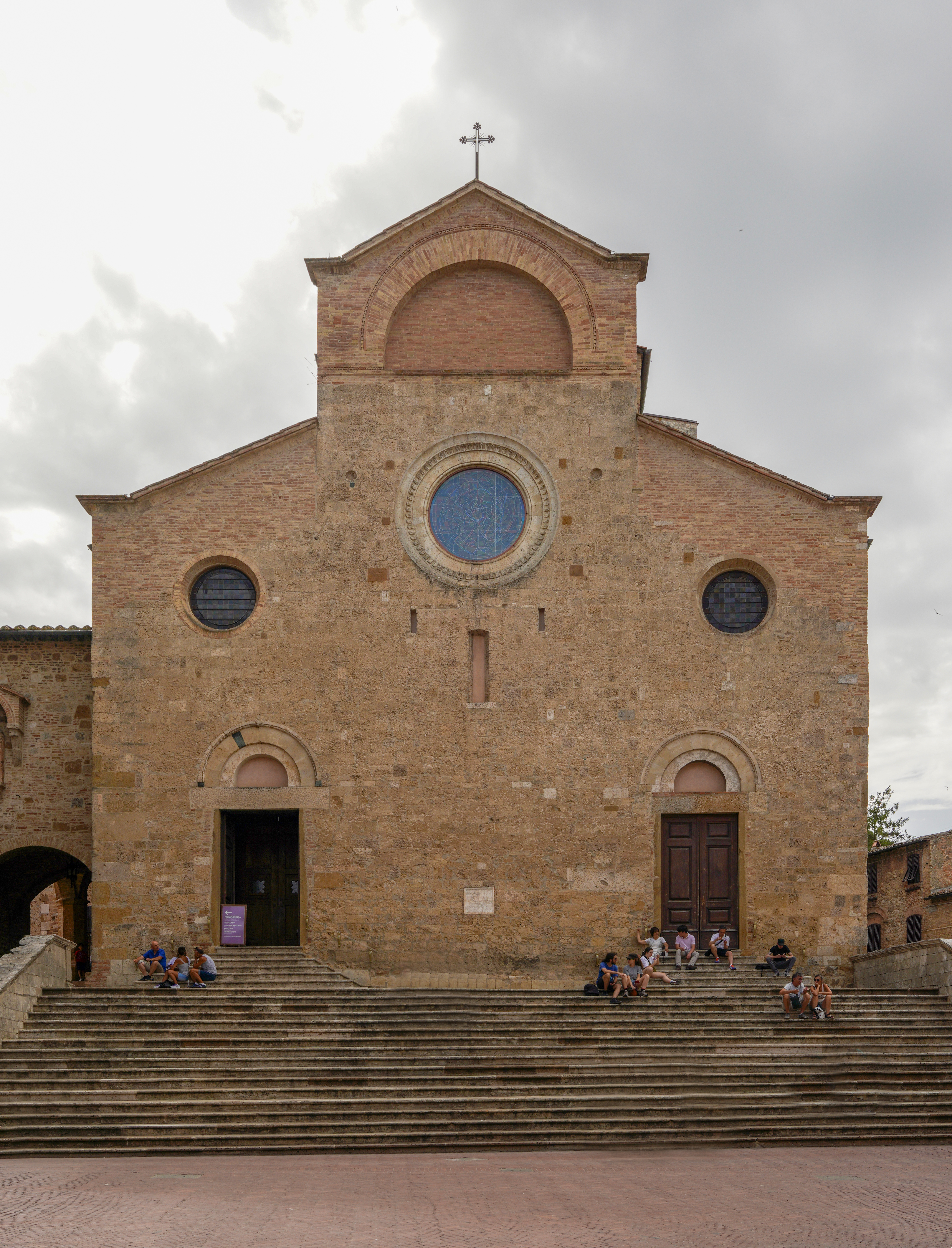
kapittelkerk Maria Boodschap

De Collegiata Santa Maria Assunta, kapittelkerk in San Gimignano, Toscane, Italië 'gewijd aan Maria Boodschap is in 1148 door paus Eugenius III ingewijd. Aan de oostkant leidt een grote vrijstaande trap naar de twee portalen in de onversierde gevel. De kerk werd in 1340 met een gotisch ribgewelf verhoogd en in 1456 uitgebreid met zijkapellen en een dwarsbeuk.
Van binnen is de kerk beroemd om haar fresco's:
- op de linkerzijschip scènes uit het Oude Testament uit 1367 van Bartolo di Fredi
- op het rechterzijschip scènes uit het Nieuwe Testament uit 1333 – 1341 toegeschreven aan Lippo Memmi
- aan de binnenkant van de gevel de 'Marteling van de heilige Sebastiaan' uit 1465 van Benozzo Gozzoli
- en daartegenover het 'Laatste oordeel' uit 1393 van Taddeo di Bartolo
- in de Cappella di Santa Fina scènes uit haar leven van Domenico Ghirlandaio

## Fresco's middenschip
Onderstaand de titels van de fresco's in het middenschip uit de 14e eeuw. Op de linkerwand fresco's over het Oude Testament uit 1367 van de hand van Bartolo di Fredi; op de rechterwand de fresco's over het Nieuwe Testament, uit 1333-1341, waarschijnlijk van de hand van de broers Frederico Memmi en Lippo Memmi.
bovenste deel

A1: schepping van de wereld 

A2: schepping van Adam 

A3: Adam in de Hof van Eden 

A4: schepping van Eva 

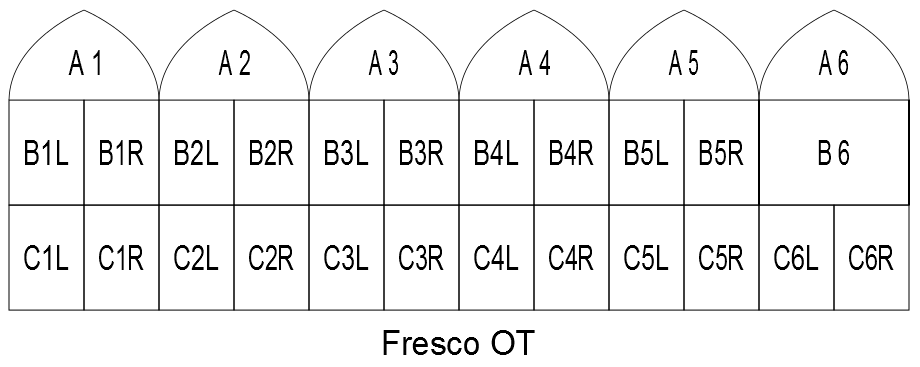
Fresco's Oude Testament dd. 1367 van de hand van Bartolo di Fredi op de linkerwand van het middenschip.

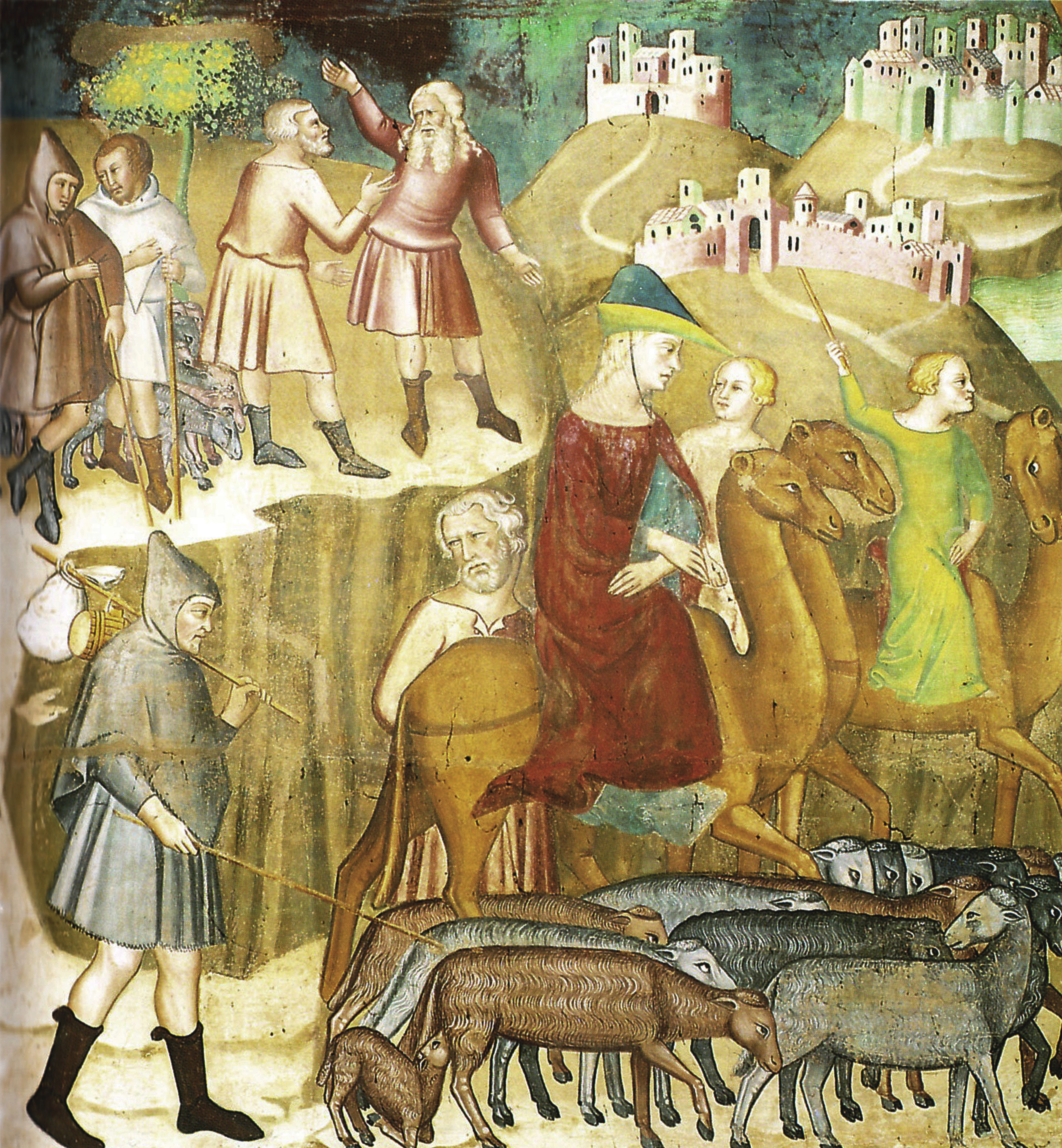
Abraham verlaat Lot

A5: verboden vrucht van de boom der wijsheid 

A6: vernietigd 

middendeel 

B1L:  verdrijving uit het paradijs 

B1R: Kaïn slaat zijn broer Abel dood 

B2L: Noach bouwt de ark 

B2R: intocht van de dieren op de ark 

B3L: Noach verlaat de ark 

B3R: dronkenschap van Noach 

B4L: vertrek van Abraham en Lot naar Kanaän 

B4R: Abraham verlaat Lot 

B5L: Jozefs droom 

B5R: Jozef in de put 

B6: vernietigd 

onderste deel

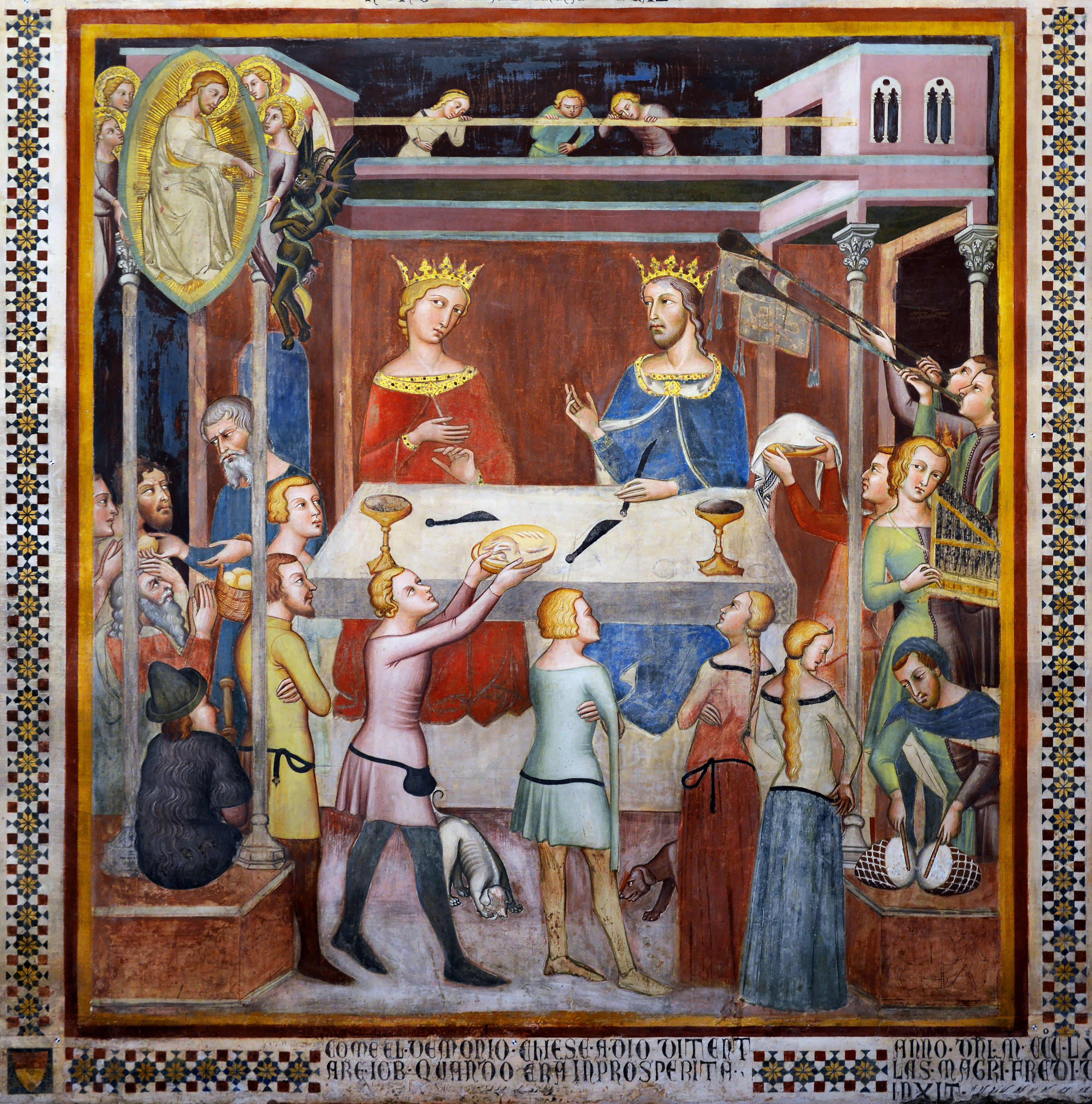
bezoeking van Job

C1L: Jozef laat zijn broers gevangen zetten 

C1R: Jozef wordt door de boers herkend 

C2L: Mozes verandert zijn staf in een slang 

C2R: het leger van de farao verdrinkt in de Rode Zee 

C3L: de joden trekken door de Rode Zee 

C3R: Mozes op de berg Sinaï 

C4L: bezoeking van Job 

C4R: doden van de krachten en dieren van Job 

C5L: vernietiging van het huis van Job 

C5R: Job dankt God 

C6L: Job wordt bijgestaan door zijn vrienden

bovenste deel 

A1: vlucht naar Egypte 

A2: kindermoord in Bethlehem 

A3: in de tempel 

A4: aanbidding der koningen 

A5: geboorte van Jezus 

A6: aankondiging 

ḿiddendeel 

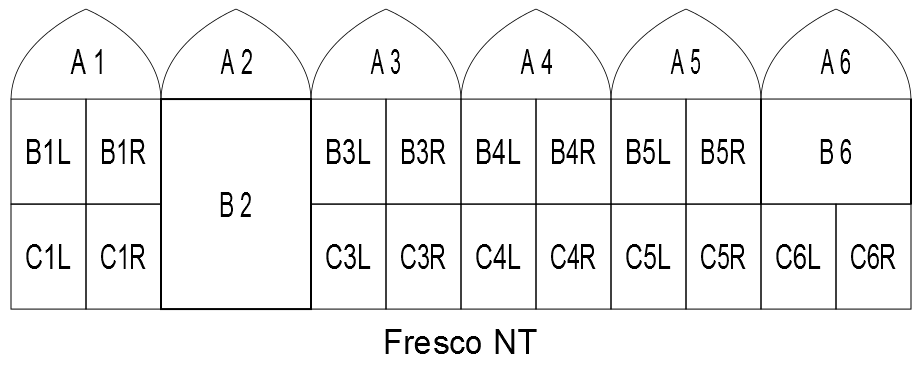
Fresco's Nieuwe Testament dd. 1333-1341, waarschijnlijk van de hand van de broers Frederico Memmi en Lippo Memmi op de rechterwand van het middenschip.

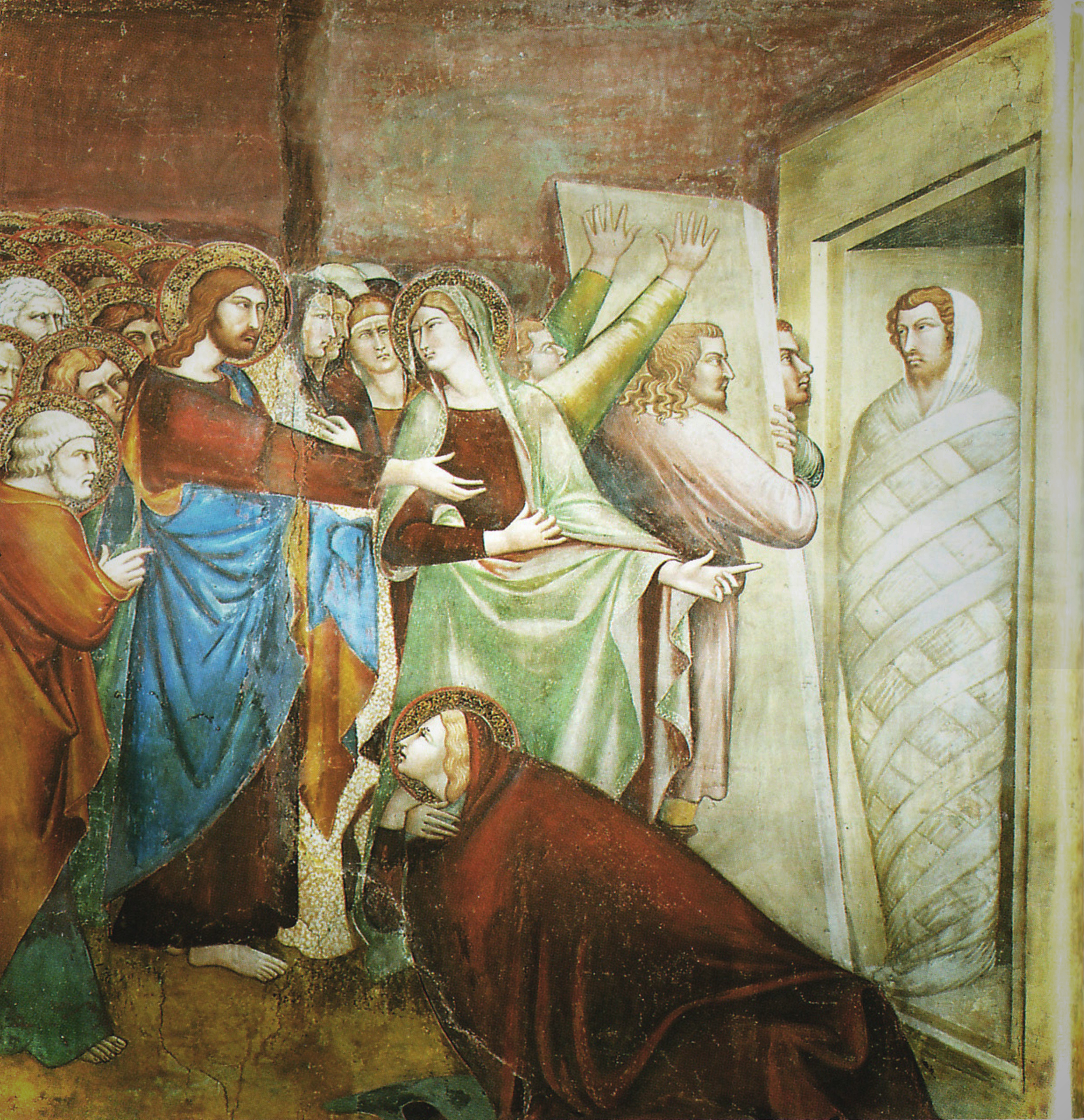
opwekking van Lazarus

B1L: uitstorting van de Heilige Geest 

B1R: verrijzenis van Christus 

B2: kruisiging 

B3L: Jezus onder de schriftgeleerden 

B3R: doop van Christus 

B4L: beroeping van de apostelen Petrus en Paulus 

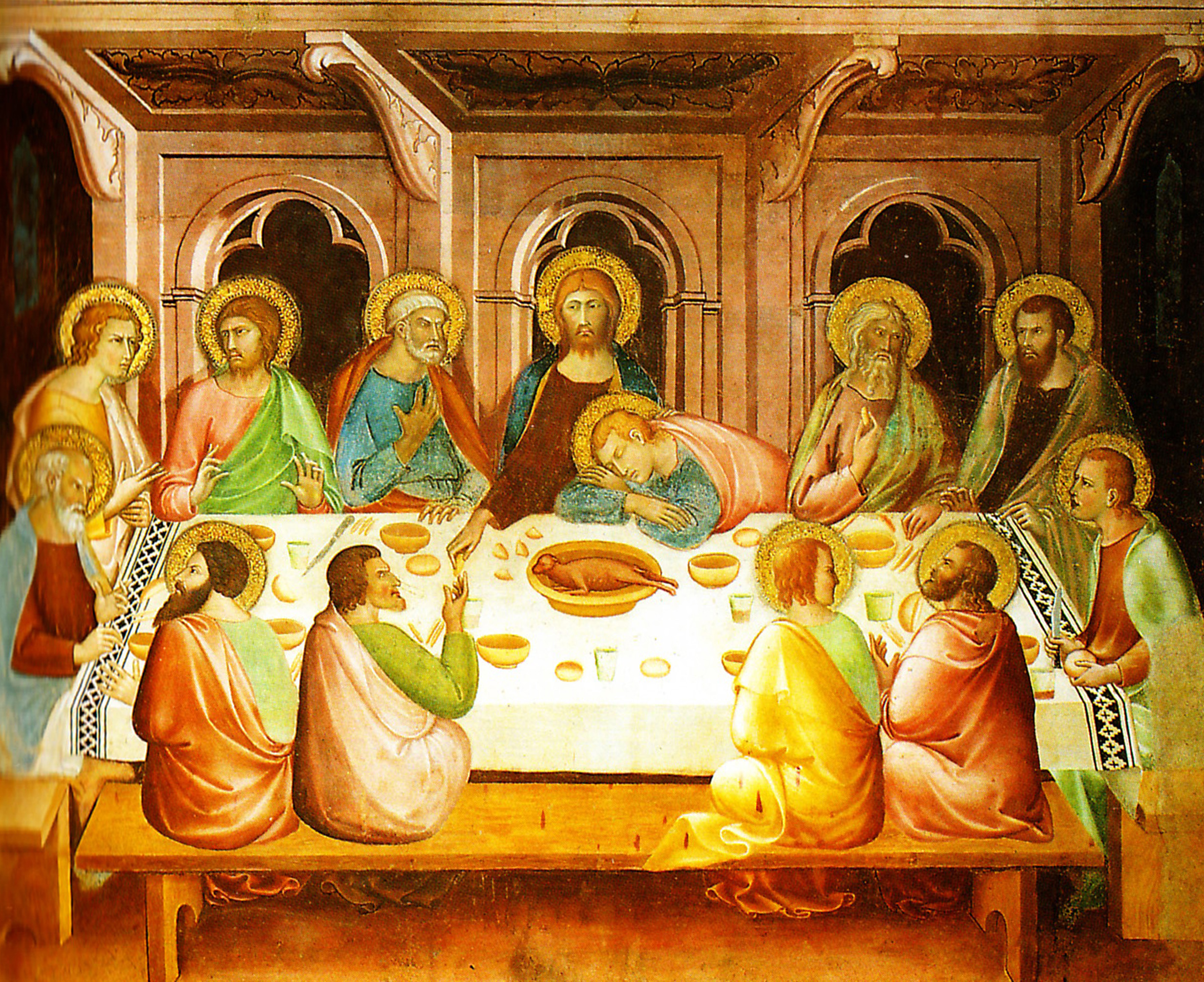
Laatste Avondmaal

B4R: bruiloft in Kana 

B5L: verheerlijking van Christus 

B5R: opwekking van Lazarus 

B6: intocht Christus in Jerusalem 

onderste deel 

C1L: Christus in het voorgeborchte 

C1R: graflegging van Christus 

C3L: Jezus verschijnt aan Maria 

C3R: doornenkroning 

C4L: geseling 

C4R: Christus voor Kajafas 

C5L: Judaskus 

C5R: gebed in de olijfgaard 

C6L: het verraad van Judas 

C6R: Laatste Avondmaal